# La recerca (Star Trek: La nova generació)
"La recerca" (títol original en anglès "The Chase") és el vintè episodi de la sisena temporada de la sèrie de televisió de ciència-ficció estatunidenca Star Trek: La nova generació, i el 146è de tota la sèrie. Es va emetre originalment el 26 d'abril de 1993 en redifusió als Estats Units. Està dirigida pel membre del repartiment de la sèrie Jonathan Frakes (el comandant William Riker).
Ambientada al segle XXIV, la sèrie segueix les aventures de la tripulació de la nau de la Flota Estel·lar de la Federació Enterprise-D sota el comandament del capità Jean-Luc Picard. En aquest episodi, quatre expedicions competidores —Federació, klíngons, cardassians i romulans— intenten resoldre un antic trencaclosques genètic.
La trama de l'episodi es reprendria més tard a la temporada 5 de Star Trek: Discovery on diverses faccions competeixen per trobar la tecnologia utilitzada pels extraterrestres, coneguts a Discovery com els Progenitors, per crear vida.

## Argument
El capità Picard (Patrick Stewart) rep la visita del seu antic mentor, el professor Richard Galen (Norman Lloyd). Galen afirma que durant els seus viatges ha trobat alguna cosa que podria ser la descoberta més profunda del seu temps. Tanmateix, Galen no li dirà a Picard el que ha trobat tret que Picard accepti anar amb ell, cosa que significa deixar enrere l'"Enterprise" i la seva carrera a la Flota Estel·lar. Picard finalment declina, tot i que està dividit per decebre el seu antic mentor.
Poc després de sortir de l'"Enterprise", la nau de transport de Galen és atacada i abordada. Quan arriba l'"Enterprise", Galen, greument ferit, és teletransportat a la infermeria i, abans de morir, demana disculpes a Picard pels seus comentaris grollers anteriors. Picard decideix investigar la recerca del professor Galen; una investigació de la nau de Galen no dóna cap resultat més enllà d'una sèrie de blocs de números aparentment aleatoris.
Després d'estudiar els blocs numèrics ambigus durant hores, es descobreix que aquests fragments són cadenes d'ADN compatibles que s'han recuperat de diferents mons de tota la galàxia. La tripulació finalment creu que han descobert un patró genètic incrustat que és constant en moltes espècies diferents, i s'especula que això va ser deixat per una raça primerenca que és anterior a totes les altres civilitzacions conegudes. Això explicaria en última instància per què tantes races són humanoides.
Picard conclou que la resposta al "trencaclosques" es revelarà quan s'obtinguin les mostres d'ADN restants, i així l'"Enterprise" viatja a un planeta remot i deshabitat que Galen havia esmentat que era la seva propera destinació. Es troben amb naus klíngons i cardassianes que semblen seguir el mateix camí, i cada grup creu que l'enigma els permetrà descobrir el disseny d'una arma formidable o el secret d'una font d'energia il·limitada, respectivament.
L'"Enterprise" acull representants dels cardassians i dels klingons, i tots acorden combinar les mostres d'ADN que han trobat fins ara, ja que les tres parts tenen peces del trencaclosques que les altres no poden trobar. Utilitzant la informació compartida, determinen un patró en com diversos planetes estaven alineats fa milions d'anys i extrapolen la posició d'un planeta final.
La nau cardassiana marxa abans que les altres, disparant a les dues naus i aparentment inutilitzant-les. Tanmateix, Picard ja s'havia assabentat de l'intent dels cardassians de sabotejar les defenses de lEnterprise; la nau és completament funcional i ell porta el capità klíngon a l'últim planeta. En arribar, descobreixen que gairebé tota la vida s'ha extingit, però els escanejos de l'"Enterprise" detecten líquens residuals situats en un fons marí fossilitzat, i es teletransporten per investigar amb els seus tricorder que contenen tota la informació coneguda anteriorment. Arriben els cardassians, així com una força romulana no detectada, creant un enfrontament. Raonant que el fons marí potser no està completament fossilitzat i que encara pot contenir una mica d'ADN, Picard i la Dra. Beverly Crusher (Gates McFadden) escanegen el fons marí utilitzant el tricorder mentre les altres parts discuteixen.
Localitzen el fragment final d'ADN, que completa i executa el programa. El programa reconfigura l'emissor del tricorder per projectar un missatge hologràfic. La imatge enregistrada d'un humanoide alienígena (Salome Jens) es projecta a la companyia reunida, i explica que quan la raça alienígena va explorar la galàxia per primera vegada, no hi havia hagut vida basada en humanoides a part d'ells mateixos, i per això van sembrar diversos planetes amb el seu ADN per crear un llegat de la seva existència després que haguessin marxat. L'alienígena acaba el seu missatge dient que espera que el coneixement d'un origen comú ajudi a produir pau.
Els cardassians i els klíngons estan indignats per aquesta revelació; només els representants de la Federació semblen optimistes. Mentre tots els grups marxen, divergint cap a les seves respectives llars, el comandant de la nau romulana saluda Picard i expressa el seu propi optimisme, insinuant que els humans i els romulans potser no són tan diferents, al cap i a la fi.

## Repartiment i doblatge al català
La sèrie va ser doblada al català pels estudis Tramontana (primera part) i Soundtrack (segona part) i emesa a TV3 l’any 1991. Els dobladors de l'episodi foren:
| Personatge           | Actor/actriu    | Veu en català        |
| -------------------- | --------------- | -------------------- |
| Jean-Luc Picard      | Patrick Stewart | Joan Crosas          |
| William Riker        | Jonathan Frakes | Antoni Forteza       |
| Data                 | Brent Spiner    | Joaquim Sota         |
| Geordi La Forge      | LeVar Burton    | Aleix Estadella      |
| Worf                 | Michael Dorn    | Enric Arquimbau      |
| Beverly Crusher      | Gates McFadden  | Aurora Garcia        |
| Deanna Troi          | Marina Sirtis   | Alicia Laorden       |
| Professor Galen      | Norman Lloyd    | Jordi Vilaseca       |
| Capità Nu'Daq        | John Cothran Jr | Domènec Farell       |
| Gul Ocett            | Linda Thorson   | Maria Jesús Lleonart |
| Capità romulà        | Maurice Roëves  | Francesc Figuerola   |
| Progenitor humanoide | Salome Jens     | Marta Padovan        |

## Producció
Ronald D. Moore i Joe Menosky pretenien donar una explicació de per què totes les espècies alienígenes intel·ligents de l'univers Star Trek semblen relativament humanes. Els va costar més d'un any desenvolupar aquesta idea bàsica i convertir-la en una història acabada. La cerca de connexions ocultes en diverses seqüències d'ADN a la versió final està inspirada en la novel·la de Carl Sagan Contact, en què un missatge ocult en el nombre pi apunta a la naturalesa de l'univers. Moore també pretenia fer una referència a La sèrie original fent que els Progenitors fossin idèntics als Conservadors de l'episodi "La síndrome del paradís". Tanmateix, va decidir no abordar directament aquesta connexió a l'episodi.
El tall final de l'episodi no dóna cap explicació per a l'explosió inesperada de la nau espacial yridiana. En el guió, però, aquesta explicació la proporciona Data.

## Recepció
Keith DeCandido el va qualificar a "tor.com" el 2012 com un episodi lleugerament per sota de la mitjana de "Star Trek: La nova generació". Li va sorprendre que l'episodi pretengués ser una explicació per a un suposat problema que en realitat no necessitava cap explicació. Com que els actors són tots humans, la gran majoria d'extraterrestres de "Star Trek" i altres produccions de ciència-ficció inevitablement semblarien almenys vagament humans. DeCandido va destacar positivament la interpretació dels actors convidats. També li va agradar el missatge que pretenia transmetre l'episodi, que estava totalment en consonància amb l'esperit del creador de Star Trek, Gene Roddenberry. Tanmateix, DeCandido va criticar la gimcana de les diverses seqüències de proteïnes i altres elements de la trama per tenir massa poc sentit.
El 2017, Popular Mechanics va dir que "La recerca" era un dels deu episodis més divertits de Star Trek: La nova generació, assenyalant que ofereix una explicació de per què la majoria dels extraterrestres de Star Trek són similars als humans. Assenyalen que l'episodi inclou cardassians, klíngons, romulans i membres de la Federació en una missió per resoldre un enigma biològic.
El 2019, Screen Rant va classificar "La recerca" com el segon dels deu episodis més importants de Star Trek: La nova generació que cal veure com a preparació per a la sèrie Star Trek: Picard.
El 2020, SyFy també va recomanar veure "La recerca" com a informació general sobre els romulans per a Star Trek: Picard.